# Clifford - Il grande cane rosso
Clifford - Il grande cane rosso (Clifford the Big Red Dog) è un film del 2021 diretto da Walt Becker, tratto dall'omonima serie di libri per bambini di Norman Bridwell.

## Trama
Emily Elizabeth va alle scuole medie, ma fatica ad integrarsi. Un giorno adotta Clifford, un piccolo cucciolo rosso che per magia cresce a dismisura fino ad assumere la stazza di un elefante. Emily e lo zio Casey dovranno imparare a gestire un cane di queste dimensioni, che però cambierà loro la vita insegnando loro il vero significato di amore incondizionato.

## Produzione

### Sviluppo
Nel maggio del 2012 fu annunciato che la Universal Pictures e l'Illumination Entertainment avrebbero prodotto una versione cinematografica delle saga letteraria per bambini. Matt Lopez fu ingaggiato per scrivere la sceneggiatura, mentre Chris Meledandri e Deborah Forte avrebbero prodotto il film. Tuttavia nel settembre 2013 il progetto fu accantonato.
Nel 2016 la Paramount Pictures acquistò i diritti del film e il 25 settembre dell'anno successivo Walt Becker fu annunciato come regista del progetto. Il 20 giugno 2019 la Paramount firmò un contratto con l'Entertainment One affinché co-producessero la pellicola e distribuissero il film in Canada e nel Regno Unito.
Il mese prima intanto Darby Camp e Jack Whitehall furono ingaggiati come protagonisti del film, mentre nel giugno 2019 si unirono al cast John Cleese, Sienna Guillory, Izaac Wang, Kenan Thompson, Rosie Perez, David Alan Grier, Keith Ewell, Bear Allen-Blaine e Lynn Cohen.

### Riprese
Le riprese cominciarono a New York il 10 giugno 2019 e furono portate a termine il 23 agosto dello stesso anno.

## Promozione
Il primo trailer del film è stato distribuito il 29 giugno 2021.

## Distribuzione
Originariamente prevista per il 13 novembre 2020 e poi posticipata a causa della pandemia di COVID-19, la distribuzione del film nelle sale statunitensi era prevista per il 17 settembre 2021.
il film è stato distribuito contemporaneamente nelle sale americane e su Paramount+ il 10 novembre 2021, mentre in quelle italiane il 2 dicembre dello stesso anno.